# 3. deild
La 3. deild es el cuarto nivel de fútbol en las Islas Feroe. La liga se divide en 3 grupos diferentes. Al final de la temporada dos equipos son promovidos a la 2. deild. No hay descenso de la liga, esto es porque la 3. deild es la liga más baja en la escala de fútbol de las Islas Feroe. Aunque a veces se hacen cambios y nuevos equipos se unen a la liga y otros se van.

## Equipos temporada 2022
| - B36 III - FC Hoyvík II - FC Suðuroy II - NSÍ IV - TB II - Undrið III | - B71 II - EB/Streymur IV - HB Tórshavn III - Royn - Undrið II - Víkingur IV | - B68 III - EB/Streymur III - ÍF II - KÍ IV - MB - Skála III - Víkingur III |

## Lista de Campeones[1]
- 1980: VB II
- 1981: HB III
- 1982: HB III
- 1983: HB III
- 1984: Streymur
- 1985: Skála
- 1986: KÍ II
- 1987: HB III
- 1988: VB II
- 1989: KÍ II
- 1990: HB III
- 1991: HB III
- 1992: VB II
- 1993: HB III
- 1994: B71 II
- 1995: KÍ IV
- 1996: KÍ IV
- 1997: GÍ III
- 1998: B68 III
- 1999: B36 III
- 2000: GÍ III
- 2001: B68 III
- 2002: Skála II
- 2003: SÍ
- 2004: HB III
- 2005: MB
- 2006: B36 III
- 2007: TB II
- 2008: B71 II
- 2009: VB/Sumba II
- 2010: B36 III
- 2011: FF Giza
- 2012: KÍ III
- 2013: B36 III
- 2014: Royn
- 2015: 07 Vestur II
- 2016: NSÍ III
- 2017: Undrið FF
- 2018: KÍ IV
- 2019: Royn
- 2020: ÍF II
- 2021: 07 Vestur III
- 2022: Víkingur III

## Títulos por equipo
| Club          | Títulos | Último |
| ------------- | ------- | ------ |
| HB III        | 8       | 2004   |
| B36 III       | 4       | 2013   |
| VB II         | 3       | 1992   |
| KÍ IV         | 3       | 2018   |
| KÍ II         | 2       | 1989   |
| Royn          | 2       | 2019   |
| GÍ III        | 2       | 2000   |
| B68 III       | 2       | 2001   |
| B71 II        | 2       | 2008   |
| Streymur      | 1       | 1985   |
| Skála II      | 1       | 2002   |
| SÍ            | 1       | 2003   |
| MB            | 1       | 2005   |
| TB II         | 1       | 2007   |
| VB/Sumba II   | 1       | 2009   |
| FF Giza       | 1       | 2011   |
| KÍ III        | 1       | 2012   |
| 07 Vestur II  | 1       | 2015   |
| 07 Vestur III | 1       | 2021   |
| NSÍ III       | 1       | 2016   |
| Undrið FF     | 1       | 2017   |
| Skála         | 1       | 1985   |
| ÍF II         | 1       | 2020   |
| Víkingur III  | 1       | 2022   |